# استان اوکساپامپا
استان اوکساپامپا (به اسپانیایی: Provincia de Oxapampa) یک استان در پرو است که در منطقه پاسکو واقع شده‌است. > استان اوکساپامپا ۱۸٬۶۷۳٫۷۹ کیلومتر مربع مساحت و ۹۶٬۱۶۹ نفر جمعیت دارد.